# Rivasmartinezia vazquezii
Rivasmartinezia vazquezii es una especie herbácea perenne de la familia del apio (Apiaceae), endémica de la cordillera Cantábrica (norte de la península ibérica).

## Descripción
Hierbas perennes de fuerte olor, de 20 hasta 40 cm de altura, con grueso rizoma cubierto de los restos de las vainas de las hojas de limbo y hojas de tres a cinco veces divididas en segmentos finos y largos. Flores blancas, con pétalos blancos de 0,7 a 1 mm de largo, dispuestas en umbelas compuestas. Frutos de 2 a 3,2 mm de largo.

## Distribución
Esta especie crece en fisuras de roquedos calcáreos entre 600 y 1500 m s. n. m. en la zona centro-oriental del parque natural de Somiedo (Asturias, España). Se conoce en varias localidades que conforman una extensión de presencia de poco más de 7,5 km².

## Taxonomía
La especie fue descrita por Fern.Prieto & Cires y publicado en Plant Biosystems  148(5): 982 (2014).